# 姚祺儿
姚祺儿（1949年—），男，祖籍浙江慈溪，生于上海，中国滑稽演员、笑星，一级演员，上海市人大代表。上海青年艺术滑稽剧团长。情景喜剧老娘舅角色杜禄冠的扮演者。
2008年参加上海东方电视台举办的第一届《笑林大会》比赛，成功成为“上海十大笑星”。

## 家庭
父亲为滑稽表演艺术家姚慕双，叔叔为滑稽表演艺术家周柏春。儿子姚明方亦为滑稽演员。